# Manaus Futebol Clube
O Manaus Futebol Clube (mais conhecido como Manaus FC ou simplesmente Manaus) é um clube de futebol brasileiro com sede na cidade de Manaus, capital do estado do Amazonas. Foi fundado em 5 de maio de 2013, tendo o verde, o preto e o branco suas cores oficiais. É seis vezes campeão do Campeonato Amazonense de Futebol, sendo o 2º maior vencedor do torneio, no milênio atual. É ainda vice-campeão do Campeonato Brasileiro de Futebol de 2019 - Série D, estabelecendo na final o recorde de público da Arena da Amazônia.[carece de fontes?] A nível regional, o clube foi duas vezes semifinalista da Copa Verde, nas temporadas de 2018 e 2020.

## História

### Fundação
Pode-se dizer que a "raiz" da fundação do Manaus se deu em 14 de março de 2013, quando Luís Mitoso declarou abertamente que estava renunciando ao posto de vice-presidente do Nacional, clube do qual outrora foi presidente, por conta da contratação do técnico Aderbal Lana, Um dia depois, Giovanni Silva, que era diretor do departamento de futebol do clube azulino, também anunciou seu desligamento, pelo mesmo motivo. Muito se especulou sobre os passos seguintes da dupla, como ingressar em clubes como Rio Negro e Fast Clube, alguns pelos quais foram convidados para fazer parte do quadro administrativo. Em junho, Mitoso dava pistas da fundação de um novo clube, para começar um trabalho do zero, sem as dívidas que perseguiam os clubes tradicionais.
O Manaus foi fundado em 5 de maio de 2013, porém, a fundação do novo clube só chegou ao conhecimento do grande público em 3 de agosto, quando o clube foi filiado regularizado junto a Federação Amazonense de Futebol como equipe profissional.

### Primeiros anos
A primeira competição do clube foi a Segunda Divisão do Campeonato Amazonense de Futebol de 2013, mandando seus jogos no Estádio Francisco Garcia (Chicão), em Rio Preto da Eva.[carece de fontes?] Ao contrário de todos os outros clubes amazonenses,[carece de fontes?] o Manaus teve o primeiro jogo de sua história já como um time profissional. Ocorreu no dia 14 de setembro de 2013, no Estádio Flávia Brandt de Oliveira, em Manicoré, onde venceu pelo placar de 2 a 1, o CDC Manicoré.[carece de fontes?] Foi campeão dos dois turnos da Segunda Divisão de 2013, sendo campeão direto e garantindo acesso à Primeira Divisão de 2014.[carece de fontes?] Na divisão principal, em 2014, 2015 e em 2016 conseguiu a mesma posição final, o 6.º lugar, com campanhas razoáveis nos três anos.[carece de fontes?] Ainda em 2015, ocorreu a disputa da Copa Amazonas de Futebol, na qual o time Esmeraldino teve uma campanha impecável na fase regular,[parcial?] com 5 vitórias em 5 jogos, na final enfrentou o Fast Clube mas acabou perdendo por 2 a 5, ficando com o vice-campeonato.[carece de fontes?]

### 2017: Primeiro título amazonense
Em 2017, o time iniciou a temporada comandado por Igor Cearense, contando com elenco de 27 jogadores, mesclando jovens promovidos da base com jogadores de rodagem no cenário local, numa política chamada de "pé no chão" pelo presidente Giovanni Silva. O time não começou bem o campeonato, terminando o primeiro turno da fase classificatória em 6º lugar, fora da zona de classificação. Para a continuação, a diretoria contratou Aderbal Lana para o cargo de técnico. A mudança surtiu efeito e o time subiu de rendimento, se classificando em 3º lugar para a fase final.
Na semifinal, enfrentou o Fast Clube, até então campeão amazonense. O primeiro jogo, disputado no Estádio Municipal Carlos Zamith, foi vencido pelo Manaus por 2 a 0, mas foi manchado por briga generalizada na arquibancada e no campo de jogo, o que paralisou a partida por cerca de 20 minutos.[carece de fontes?] O jogo de volta, agora na Arena da Amazônia, foi disputado sem a presença de torcidas, com resultado de empate em 1 a 1, o que garantiu ao Gavião a final do estadual e seu ingresso no cenário nacional. Na sua primeira final de estadual, o adversário foi o Nacional em dois jogos disputados na Arena da Amazônia, com torcidas divididas. No 1º jogo, vitória do Manaus por 1 a 0, o gol saindo aos 46 minutos do 2º tempo. Na 2ª partida, empate em 1 a 1 que garantiu ao time esmeraldino seu primeiro título estadual da Primeira Divisão. No 2º semestre, o clube focou em manter seu elenco, visando as competições que disputaria em 2018. Após todas as conversas e acertos, no final do ano a diretoria apresentou o elenco e o técnico Wladimir Araújo, contratado após a saída de Aderbal Lana.

### 2018: Bicampeão estadual
No estadual, o Manaus fez uma campanha mediana no primeiro turno, sendo eliminado pelo Penarol nas semifinais com derrota por 2 a 3. Ao mesmo tempo, o clube fez suas estreias na Copa do brasil e na Copa Verde. Na primeira, o clube esmeraldino chegou a estar vencendo a partida contra o CSA de Alagoas por 2 a 1, mas levou um gol e perdeu um pênalti nos minutos finais da partida, sendo eliminado. Esses resultados geraram o desligamento do técnico Wladimir Araújo. Já na segunda competição a meta de passar de fase foi cumprida, vencendo o Clube do Remo no primeiro jogo em Manaus por 2 a 0 e empatando em Belém por 1 a 1. O auxiliar, Igor Cearense, assumiu interinamente, mas acabou efetivado mais tarde. Sob o novo comando, o clube manteve o bom rendimento no regional e eliminou o Rio Branco nos pênaltis após dois empates por 1 a 1, mas parou nas semifinais diante do Paysandu, perdendo os dois jogos por 2 a 1. Ao mesmo tempo, recuperou-se e venceu o segundo turno do estadual, batendo o Princesa do Solimões pelo placar de 3 a 1 e, na finalíssima, faturou o bi-campeonato, goleando o Fast Clube por 4 a 0, na Arena da Amazônia.[carece de fontes?]
No final de abril, começou a batalha pelo acesso no Campeonato Brasileiro, maior objetivo do clube na temporada. O Manaus estreou contra a equipe do Baré, em Boa Vista, vencendo por 1 a 0. Na fase de grupos, conseguiu boa campanha, vencendo 4 dos 6 jogos e conseguindo a classificação para a segunda fase, onde enfrentou o Santos do Amapá. Além disso, o clube anunciou o retorno de Aderbal Lana, técnico campeão em 2017. Com jogos difíceis, o time esmeraldino avançou após empatar em Macapá por 1 a 1 e vencer em Manaus por 1 a 0. Na terceira fase o adversário foi o Rio Branco. Os jogos, como já era costume, foram difíceis, com a parte técnica pesando bastante. O Manaus conseguiu vencer por 2 a 1 em Rio Branco, mas o adversário não deixou barato e venceu em Manaus por 1 a 0, levando a decisão para a disputa de pênaltis. Nos pênaltis, o goleiro Jonathan pegou 3 cobranças e ajudou a levar o time esmeraldino para a próxima fase, onde lutaria pelo acesso.
Nas quartas de final, fase em que os times que iriam subir para a Série C seriam decididos e, portando, os jogos mais importantes da temporada, o adversário foi o Imperatriz, do Maranhão. O primeiro jogo foi no Estádio Frei Epifânio D'Abadia, em Imperatriz, e o Manaus acabou derrotado por 1 a 0, portanto precisava vencer por dois ou mais gols de diferença em casa para subir, ou com apenas um gol para levar para as penalidades. Após intensa convocação para o jogo em Manaus, um público de cerca de 7 mil pessoas esteve no Estádio Ismael Benigno para assistir a partida decisiva. Em campo, o "Gavião" começou pressionando, mas foi o adversário que abriu o placar com Eloir (o mesmo que marcou no primeiro jogo). Nena, de cabeça, empatou para o Manaus, e assim o jogo foi para o intervalo. No segundo tempo, o Manaus chegou melhor e, aos 21 minutos, Nena cabeceou e o goleiro salvou, no rebote, Derlan deu um forte chute em diagonal e virou para o Gavião. Nos minutos seguintes, nem a pressão da torcida deu jeito, e o jogo foi para as penalidades. Nestas, o Manaus acabou perdendo três cobranças e deu adeus ao acesso.

### 2019: Tricampeão amazonense e vice-campeão brasileiro na Série D
Para o ano de 2019, o Manaus renovou com boa parte do elenco e trouxe algumas peças para somar ao grupo e à comissão técnica. No final de dezembro de 2018, o time já estava iniciando as preparações físicas e no dia 3 de Janeiro apresentou à imprensa e à torcida o elenco que disputaria o estadual, a Copa Verde, Copa do Brasil e o Campeonato Brasileiro - Série D, além do novo técnico, João Carlos Cavalo. No dia seguinte já iniciou os trabalhos com bola para a busca do seu principal objetivo: O acesso à Série C do Campeonato Brasileiro.
Depois de fraco desempenho no primeiro turno do Campeonato Amazonense e da desclassificação para o Vila Nova na primeira fase da Copa do Brasil, o clube demitiu João Carlos Cavalo e anunciou a contratação do técnico Wellington Fajardo Não demorou muito para que o novo técnico colocasse em prática sua filosofia de jogo, e, apesar da estreia com derrota, depois manteve o time invicto por 21 jogos. Conquistou o segundo turno e depois o tricampeonato amazonense, feito que não acontecia desde a década de noventa, com o São Raimundo.
Depois veio a Série D, e, após uma ótima campanha na fase de grupos, o Manaus eliminou o Real Ariquemes na segunda fase e o São Raimundo de Santarém nas oitavas de final. Nas quartas de final, fase que garante o acesso à Série C do Campeonato Brasileiro, o Gavião do Norte encarou o Caxias, realizando o primeiro jogo em Caxias do Sul e a partida de volta em Manaus. Derrotado no primeiro jogo pelo placar mínimo, o Manaus precisava de uma vitória por dois gols de diferença para conseguir o tão sonhado acesso. Depois de forte mobilização para o jogo, o Manaus derrotou o Caxias por 3 a 0 na Arena da Amazônia, diante de um público recorde de 44.121 pagantes e renda de R$ 635.020,00, conquistando o acesso para a Série C do Campeonato Brasileiro. O feito do acesso não era alcançado por um clube amazonense desde o São Raimundo em 1999. Depois, conquistou também a vaga para a final da competição, após empatar o jogo de ida ante o Esporte Clube Jacuipense em 1 a 1 em Riachão do Jacuípe, e vencer o jogo de volta por 1 a 0, na Arena da Amazônia. O adversário da grande final foi o Brusque, sendo o primeiro jogo em Santa Catarina e o segundo em Manaus, na Arena da Amazônia. O primeiro jogo realizado na casa do adversário terminou empatado em 2 a 2. A segunda partida, em Manaus, repetiu o resultado do jogo de ida, o que levou a disputa para os pênaltis, sendo o Manaus derrotado por 6 a 5, ficando então com o vice-campeonato. 

#### Recorde de público da Série D e da Arena da Amazônia
A grande final do Campeonato Brasileiro de Futebol de 2019 - Série D se tornou a final com o maior público e a maior bilheteria da historia da competição, e este feito se mantem até os dias atuais. Os números superam a decisão de 2015, em Teresina, quando a final entre River do Piauí e Botafogo de Ribeirão Preto levou ao estádio 42.004 torcedores e teve renda de R$1.060.000,00, enquanto a final de 2019, em Manaus, entre Manaus FC e Brusque levou ao estádio 44.896 torcedores e teve bilheteria de R$1.192.010,00. Vale destacar que, mesmo a Arena da Amazônia tendo recebido jogos da Copa do Mundo FIFA de 2014 e jogos de grandes clubes do cenário nacional, como Flamengo e Vasco da Gama, o recorde de publico da final da Série D 2019 persiste até o presente momento.

## Rivalidades
Os grandes rivais do Manaus FC são o Fast Clube e o Nacional.[carece de fontes?] Com o primeiro, clube com quem compartilha uma história parecida, o Manaus decidiu dois estaduais: 2018 e 2019, levando a melhor nas duas ocasiões. Foi com o Fast Clube também que o Manaus fez sua primeira final a nível de primeira divisão quando decidiram a Copa Amazonas de Futebol de 2015.
Com o Nacional a rivalidade é ainda mais intensa, já que com este o clube esmeraldino decidiu sua primeira final de estadual, em 2017, e disputou também diversas edições de semifinais. O Nacional é o único clube da cidade Manaus contra o qual o Gavião ainda possui retrospecto negativo.

## Símbolos

### Nome
O nome do clube se deu em homenagem à cidade de Manaus, à época sem nenhum clube que carregasse seu nome.[carece de fontes?]

### Cores
As cores do Manaus são o verde, preto e branco. A escolha, segundo seus fundadores, deu-se pelos seguintes fatores: as cores simbolizam a Floresta Amazônica, a paz e tranquilidade de espírito.[carece de fontes?]

### Hino
O hino oficial do Manaus F.C. foi composto em 2014 e tem composição de Daniel Sales e Luís Mitoso.[carece de fontes?]

#### Uniformes
| Anos        | Fornecedor                      |
| ----------- | ------------------------------- |
| 2013–2014   | Umbro[carece de fontes?]        |
| 2015–2017   | Scoring[carece de fontes?]      |
| 2018        | Embratex[carece de fontes?]     |
| 2018–2020   | Soft Malhas[carece de fontes?]  |
| 2021 - 2022 | Icone Sports[carece de fontes?] |
| 2023 -      | Super Bolla[carece de fontes?]  |

### Mascote

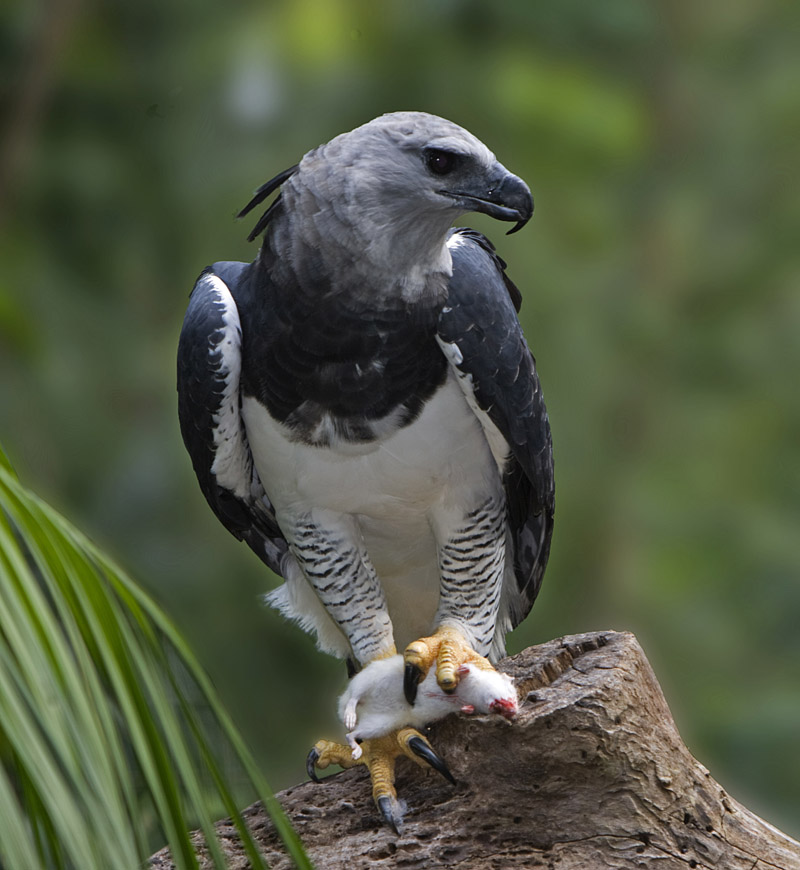
Gavião-real, mascote do clube presente também no escudo

O mascote do Manaus é o Gavião-real, espécie nativa de águia, de grande porte, que habita a região norte da América do Sul, sendo no Brasil mais encontrada na Região Amazônica. É considerada a maior águia das Américas. Apesar do clube apresentar o mascote em seus jogos, não oficializou nenhum nome para ele.

## Torcida
Com as boas campanhas do clube em competições estaduais, regionais, e nacionais, o clube ganhou muitos adeptos e simpatizantes, tendo bons públicos ao nível do Campeonato Amazonense e boa média de público a nível nacional. O clube em 2019 teve a maior média de público do Campeonato Brasileiro de Futebol - Série D com cerca de 10 mil de média de público.[carece de fontes?] E em 2021 teve os dois maiores públicos do Campeonato Brasileiro de Futebol - Série C, na volta do publico na Serie C durante a pandemia da COVID-19.[carece de fontes?] Foram 13.860 torcedores diante do Ypiranga-RS e 8.790 diante do Tombense, ambos os jogos na Arena da Amazônia.[carece de fontes?]
O clube atualmente conta com as seguintes torcidas organizadas:[carece de fontes?]
- Torcida Organizada Gavirmãos
- Torcida Organizada Ira Jovem Manaus
- Torcida Organizada Psicoloucos
- Torcida Uniformizada Gaviões do Norte
- Movimento Camisa 12 Manaus
- Torcida Organizada Fúria Jovem Manaus

### 5 maiores públicos
- 44 896 - Manaus 2x2 (5x6) Brusque - Final da Campeonato Brasileiro de Futebol - Série D 2019[carece de fontes?]
- 44 121 - Manaus 3x0 Caxias - Quartas de final da Campeonato Brasileiro de Futebol - Série D 2019[carece de fontes?]
- 22 485 - Manaus 1x2 Paysandu - Semifinal da Copa Verde de Futebol 2018[carece de fontes?]
- 17 123 - Manaus 1x0 Coritiba - Primeira fase da Copa do Brasil de Futebol 2020[carece de fontes?]
- 15 586 - Manaus 1x0 Jacuipense - Semifinal do Campeonato Brasileiro de Futebol - Série D 2019[carece de fontes?]

## Invencibilidades
- Em 2019 o clube teve uma invencibilidade que durou por 21 jogos, sendo a maior do Brasil entre Fevereiro e Junho de 2019. Foram 15 Vitórias e 6 empates. A sequência se iniciou num empate com o Penarol no dia 27 de fevereiro de 2019 pelo Campeonato Amazonense e se encerrou diante do São Raimundo-PA no dia 30 de Junho de 2019 pelo Campeonato Brasileiro Série D.[carece de fontes?]
- No dia 13 de maio de 2020 o Manaus completou 2 anos de invencibilidade jogando na Arena da Amazônia. A invencibilidade foi quebrada no dia 28 de Novembro de 2020 diante do Clube do Remo com derrota por 0 a 2, pelo Campeonato Brasileiro Série C.[carece de fontes?]
- O Manaus possuiu invencibilidade de 25 jogos no Campeonato Amazonense, por mais de 2 anos. A última derrota antes do período invicto foi para o Princesa por 1 a 2, na casa do adversário, no dia 24 de fevereiro de 2019. Foram a partir de então 16 vitórias e 9 empates.[33]

## Títulos
| ESTADUAIS | ESTADUAIS                          | ESTADUAIS | ESTADUAIS                          |
|           | Competição                         | Títulos   | Temporadas                         |
| --------- | ---------------------------------- | --------- | ---------------------------------- |
|           | Campeonato Amazonense              | 6         | 2017, 2018, 2019, 2021, 2022, 2024 |
|           | Taça Estado do Amazonas            | 1         | 2020                               |
|           | Taça Cidade de Manaus              | 2         | 2018, 2019                         |
|           | Taça Rio Negro                     | 1         | 2024                               |
|           | Campeonato Amazonense - 2ª Divisão | 1         | 2013                               |

 Campeão invicto

### Outras campanhas de destaque
- Campeonato Brasileiro Série D
  - Vice-campeão (1): 2019
- Copa Verde
  - Semifinalista (2): 2018, 2020
- Copa Amazonas
  - Vice-campeão (1): 2015

### Categoria de base
- Campeonato Amazonense Sub-20 (1): 2016
- Campeonato Amazonense Juvenil (1): 2017

## Estatísticas

### Participações
|  | Participações em 2025 |

| Competição | Competição            | Temporadas | Melhor campanha                   | Anos                 | A | R |
| Amazonas   | Campeonato Amazonense | 12         | Campeão (6 vezes)                 | 2014-2025            |   | – |
| Amazonas   | Segunda Divisão       | 1          | Campeão (2013)                    | 2013                 | 1 |   |
| Amazonas   | Copa Amazonas         | 1          | Vice-campeão (2015)               | 2015                 |   |   |
|            | Copa Verde            | 7          | Semifinal (2018 e 2020)           | 2018-2021, 2023-2025 |   |   |
| Brasil     | Série C               | 4          | 7º colocado (2021)                | 2020-2023            | – | 1 |
| Brasil     | Série D               | 4          | Vice-campeão (2019)               | 2018-2019, 2024-2025 | 1 |   |
| Brasil     | Copa do Brasil        | 7          | 2ª fase (2020, 2021, 2022 e 2025) | 2018-2024-2025       |   |   |

### Temporadas
Legenda:
| Campeão. Vice-campeão. Eliminado na semifinal. | Classificado à Copa Libertadores da América pela campanha no Campeonato Brasileiro. Classificado à Copa Libertadores da América pelo título da Copa do Brasil ou Copa Libertadores. Classificado à Copa Sul-Americana. | Rebaixado à divisão inferior. Campeão e promovido à divisão superior. Promovido à divisão superior. |

### Retrospecto em competições oficiais
Última atualização: 5 de Outubro de 2023
| Competição | Competição | Temporadas | Títulos | Pts. | J  | V  | E  | D  | GP | GC | SG    |
| ---------- | ---------- | ---------- | ------- | ---- | -- | -- | -- | -- | -- | -- | ----- |
| Brasil     | Série D    | 3          | –       | 72   | 46 | 23 | 12 | 11 | 77 | 52 | 15(+) |
| Brasil     | Série C    | 4          | –       | 103  | 80 | 25 | 28 | 27 | 79 | 96 | 17(-) |